# Culture mauricienne
 (mars 2015).
Si vous disposez d'ouvrages ou d'articles de référence ou si vous connaissez des sites web de qualité traitant du thème abordé ici, merci de compléter l'article en donnant les références utiles à sa vérifiabilité et en les liant à la section « Notes et références ».
La culture de Maurice, petit pays insulaire d'Afrique australe, désigne d'abord les pratiques culturelles observables de ses 1 500 000 habitants.
La culture mauricienne est caractérisée par une étonnante diversité d'imaginaires, de langues et de textes.

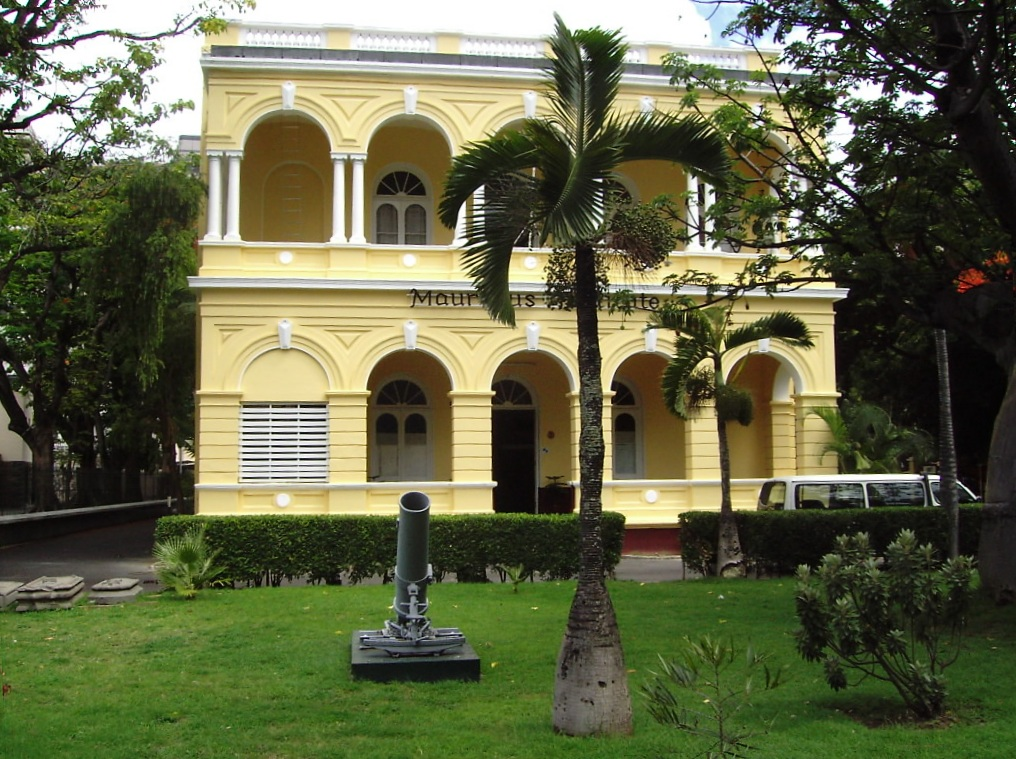
Le Musée national d'histoire naturelle de Port-Louis.

En effet, sur cette île, déserte à l'origine, découverte par les Arabes, visitée par les Portugais et les Hollandais, avec une phase durable de colonisation française et anglaise, des Africains, emmenés comme esclaves, côtoyèrent des coolies ou engagés indiens et chinois, surtout des commerçants. S'y développa une population de métis ou mulâtres, issus principalement des noirs, aussi appelés créoles, et des blancs, venus de France.

## Un vivre-ensemble précaire mais réel
Ces nombreuses migrations, marquées par l'esclavage et l'engagisme, créèrent des conflits et des violences qui ont marqué l'inconscient collectif de ce petit pays démocratique, devenu indépendant en 1968. Cependant, il demeure une potentialité de rencontres, et un miracle de coexistence entre hindous d'Inde du Nord et du Sud, chrétiens, musulmans, taoïstes et bouddhistes qui marquent profondément le visiteur.
- De la culture rodriguaise

## Langues et populations
- Langues à Maurice, Langues de Maurice
- Créole mauricien, Créole chagossien, Créole rodriguais

### Lecréole mauricien, une langue qui relie les cultures
Au milieu d'une douzaine de langues co-existantes sur l'île, telles que le créole mauricien, le français, l'anglais, le bhodjpouri, l'hindi, l'ourdou, l'arabe, le bengali, le marathi, le tamoule, le télougou, le gujarati, l'odia, le pendjabi, le hakka, le cantonais ou le mandarin; des langues nées des vicissitudes de l'histoire à travers le monde. Le créole demeure le lien entre les différents groupes humains venus de plusieurs horizons. Elle est une cocréation des colons, des esclaves et, à une moindre mesure, de peuplements ultérieurs à ces deux composantes de la population.
Considérée comme un patois, une langue du petit peuple, le créole fut relégué aux marges des langues prestigieuses comme l'anglais et le français. Cependant, il fut réactivé par le séga, le folklore national du pays, et depuis peu, par une écriture théâtrale, poétique et romanesque.

### Populations
Un minimum de références historiques est nécessaire pour comprendre le passé du pays, et certaines pratiques actuelles.
- Démographie de Maurice
- Groupes ethniques à Maurice
- Esclavage à Maurice
- Engagisme à Maurice

## Traditions

### Religion
- Religions à Maurice

D'après le recensement de 2011, les principales religions sont les suivantes :
- Hindouisme, Hindouisme à Maurice (49 %), Mahashivatri, Cavadee
- Christianisme (32 %)
- Islam, Islam à Maurice (17 %)
- Bouddhisme et religions chinoises (0,4 %)
- Sans religion et autres (1 %)

La république de Maurice est le seul pays africain à majorité hindoue.

### Symboles
- Armoiries de Maurice
- Drapeau de Maurice (1968)
- Mère Patrie, hymne national (1968)
- Stella Clavisque Maris Indici (en latin) L'étoile et la clef de l'océan Indien, devise nationale
- Distinctions à Maurice
- Dodo, emblème animal national
- Maurice - Trochetia boutoniana (boucle d'oreille), emblème végétal national
- Plats nationaux / Cuisine mauricienne : Rougail, Carry Ourite, Curry, Masala, Vindaye, Satini Coco (chutney), Gâteaux Piment, etc.

### Mythes
- Lémurie

## Vie sociale
- Personnalités mauriciennes

### Éducation
- Éducation à Maurice, De l'éducation à Maurice, Université de l'Océan Indien
- Liste des collèges et lycées à Maurice (en)
- Liste des établissements d'enseignement supérieur à Maurice (en)

### Droit
- Du droit à Maurice, Droit mauricien
- Droits LGBT à Maurice
- Trafic d'êtres humains à Maurice (en)

## Théories et visions culturelles
- Coolitude

- Indiaocéanisme

## Gastronomie mauricienne

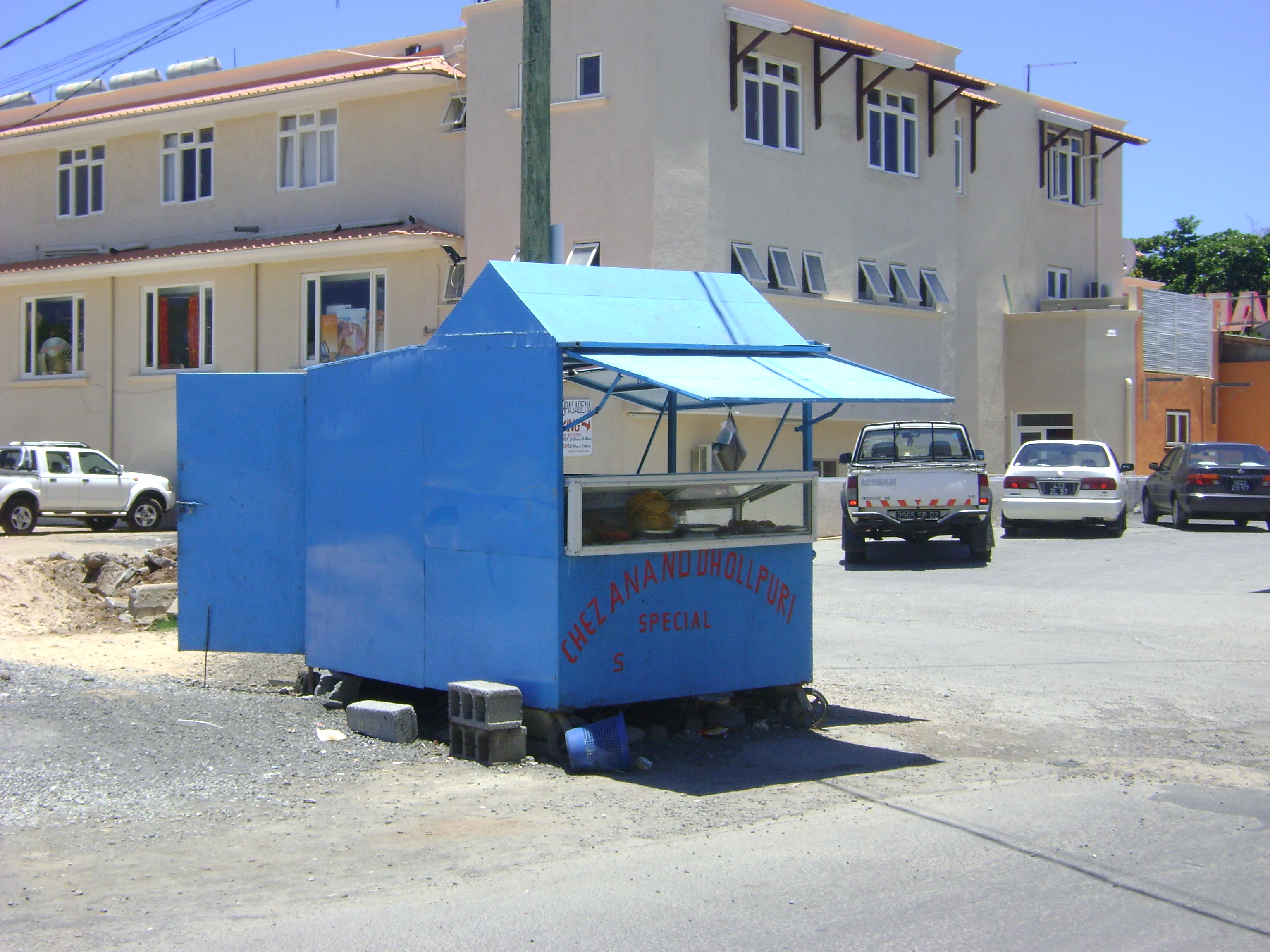
Vendeur de dholl puri

### Cuisine
- Cuisine mauricienne[2]

Maurice dispose évidemment de la meilleure cuisine entre Beyrouth et Pékin[réf. nécessaire]. L'île a su tirer parti de cuisines aussi « goûteuses » que celle de l'Inde, de Chine et d'Europe, sans oublier sa composante créole, d'ascendance africaine. Elle est souvent épicée et savoureuse.
L'un des plats nationaux est le briani, sorte de riz mélangé à du poulet, des légumes et des épices, savamment concocté par les musulmans, mais talonné de près par les mines ou chow mein, pâtes fines au légumes et au poulet ou à la viande, le vindaye, le dhall puri, le rougaille, la daube[Lequel ?], le halim, le tilarou, et bien sûr, les incontournables curries appelés cari à l'île Maurice.
À base de riz, bien que le pain et les pâtes soient très appréciés, les repas sont souvent accompagnés de piments confits, de mazavarou (pâte de piment) ou de chutneys, les chatignis.
Les amuse-gueules, vendus à chaque coin de rue, sont très nombreux : gâteaux piments, samoussas, badjas, chanapouris...

### Boissons
- Rhum de canne à sucre

## Santé et sport
- Drogues à Maurice (en)

### Activités physiques
- Cyclisme, tennis de table, badminton, volley-ball, basket-ball, handball, boxe, pétanque, judo, karaté, taekwondo, haltérophilie, musculation, athlétisme...

### Sports

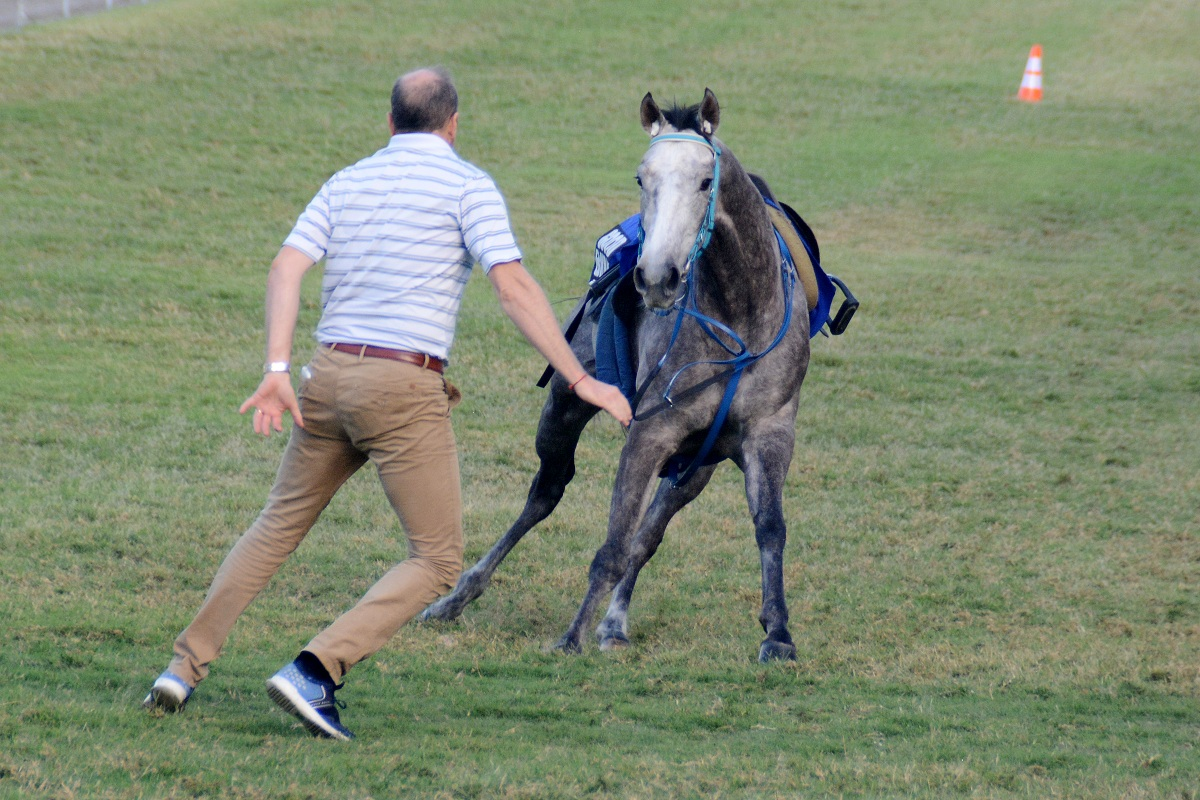
Entraîneur avec un cheval.

- Sport à Maurice, Du sport à Maurice
- Athlétisme, basket-ball, cyclisme, football, handball, rugby, tennis, volley-ball...
- Sportifs mauriciens, Sportives mauriciennes
- Maurice aux Jeux olympiques
- Jeux de la francophonie
- Maurice aux Jeux paralympiques
- Maurice aux Deaflympics
- Maurice aux Jeux du Commonwealth
- Jeux africains ou Jeux panafricains, depuis 1965, tous les 4 ans (...2011-2015-2019...)

### Arts martiaux
- Liste des luttes traditionnelles africaines par pays
- Boxe, Karaté, Judo

## Médias
En 2016, le classement mondial sur la liberté de la presse établi chaque année par Reporters sans frontières situe Maurice au 61e rang sur 180 pays. Maurice est souvent considéré comme l’un des pays africains modèles en matière de démocratie et respect des droits humains, mais des abus contre les journalistes ont été observés ces dernières années.
- Journalistes mauriciens
- De la communication à Maurice

### Presse écrite
- De la presse écrite à Maurice
- Le Cernéen, L'Éco austral, L'Express (Maurice), La Gazette de Maurice, Le Mauricien

### Radio
- Liste des stations de radio à Maurice
- Radio Moris[5]

### Télévision
- De la télévision à Maurice
- Chaînes de télévision à Maurice
- MBC[6]

### Internet
Internet se développe assez bien,,.

## La littérature comme lieu de conflits sociaux et ethnotypiques
- Écrivains mauriciens
- Romans mauriciens
- Œuvres littéraires se déroulant à Maurice
- Poésie mauricienne
- Indianocéanisme, Prix des Mascareignes
- Littérature mauricienne[10]
- Littérature mauricienne anglophone

Assez tôt, des textes littéraires naissent du terreau mauricien, loin des textes des voyageurs, souvent animés d'une soif d'exotisme.
Clément Charoux, Marcel Cabon, René Noyau, Raymond Chasle, Robert Edward-Hart, Loys Masson, Edouard Maunick et Jean-Georges Prosper, père de l'hymne national mauricien, en anglais, Motherland, expriment, à divers degrés, des thèmes proches de la négritude ou de la difficulté de relations entre les communautés parfois cloisonnées dans des atavismes ou encore la nécessité d'une nation mauricienne. Le visionnaire Malcolm de Chazal fut un des premiers auteurs qui voulut donner à Maurice une ouverture sur ses richesses intrinsèques.
Dans les années 1980, d'autres auteurs prirent ce thème d'exil intérieur à cœur, parmi lesquels Hassam Wachill. Plus récemment, Ananda Devi, Barlen Pyamootoo, Alain Gordon-Gentil, Carl de Souza, Shenaz Patel et Khal Torabully ont donné aux lettres mauriciennes des gages de qualité reconnue à l'étranger.

## Arts visuels
- Arts visuels, Arts plastiques, Art brut, Art urbain
- Art africain traditionnel, Art contemporain africain
- Artistes par pays
- Artistes mauriciens

### Dessin
- Dessinateurs mauriciens de bande dessinée

### Peinture
- Peinture, Catégorie:Peinture par pays
- Peintres mauriciens

### Sculpture
- Sculpteurs mauriciens

### Architecture
- Architectures à Maurice

## Arts du spectacle
- Spectacle vivant, Performance, Art sonore

### Musique(s)

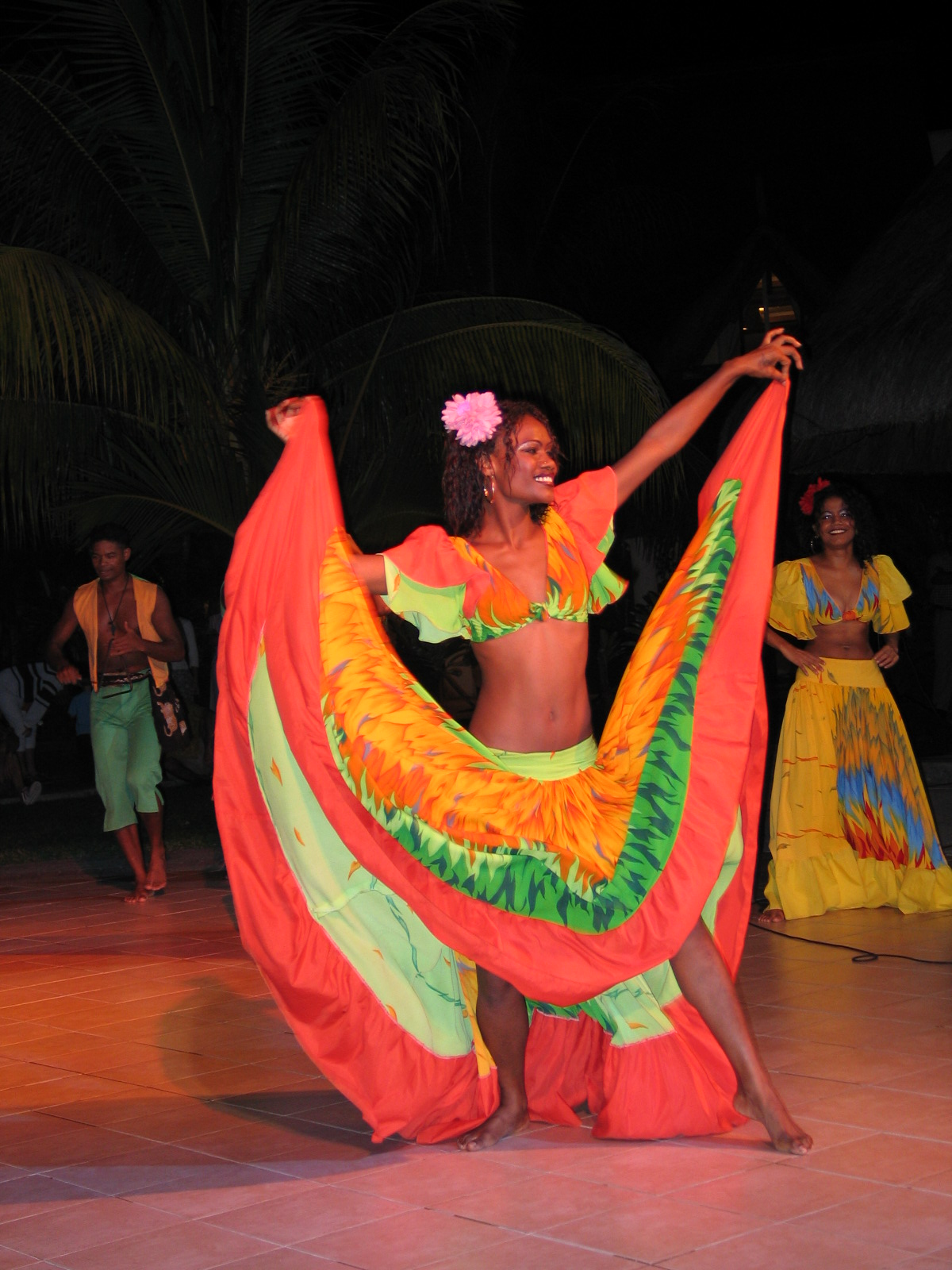
Danseuse de séga

- Catégorie:Musique par pays, Musique improvisée, Improvisation musicale
- Musique mauricienne, Séga tambour
- Musiciens mauriciens, Chanteurs mauriciens
- Groupes de musique mauriciens

À l'image de sa population mosaïque, Maurice est traversée par des sons et des rythmes venus des Indes, de Chine, d'Afrique et d'Europe, mais son séga demeure le chant matriciel de cette terre balayée par l'esclavage et fouettée par les cyclones tropicaux. Le séga est d'inspiration africaine, et exprime à l'origine, la douleur, mais aussi, la sensualité des Africains arrachés à leur terre. Il est accompagné, à la base, d'un tambour cylindrique appelé ravane, de l'arovanum, instrument de percussion du sud de l'Inde, de la maravane, sorte de caisse lissant les "blancs" et du triangle métallique. De nos jours, le séga a incorporé guitare et autres instruments modernes.
Les figures hiératiques du séga sont Ti Frère, Serge Lebrasse, Cyril Labonne et, récemment, Sandra Mayotte.
Le qawal ou le bhajan, chants des musulmans et des hindous sont aussi populaires, de même que le seggae, mélange de séga et de reggae du chanteur Kaya.
On remarque, à divers degrés, des métissages entre ces musiques, comme l'attestent les Bhojpuri Boys.

### Danse(s)
- Danse traditionnelle[19], le séga[20].
- Danses modernes
- Danses contemporaines[21]

### Théâtre
- Improvisation théâtrale, Jeu narratif
- Théâtre de Port-Louis, en piteux état
- SMART, salle polyvalente du Caudan[22]
- Longue histoire[23]
- Loys Masson, André Masson[Lequel ?], Régis Fanchette...
- Henri Favory[24],[25] (1941-), Le Blanc, La Rencontre (1972), Titan Zoli (1974), Anjalay (1980), Libera (1980), Tras, an pyes teat an set rawn[26] (1983)
- Dev Virahsawmy (1942-), Zeneral Makbef (1981)

### Autres: marionnettes, mime, pantomime, prestidigitation
- Arts de la rue, Arts forains, Cirque,Théâtre de rue, Spectacle de rue,
- Marionnette, Arts pluridisciplinaires, Performance (art)…
- Formes mineures des arts de scène

### Autres
- Vidéo, Jeux vidéo, Art numérique, Art interactif

## Tourisme
- Tourisme à Maurice, Du tourisme à Maurice
- Attractions touristiques à Maurice[27],[28],[29],[30]
- Conseils (diplomatie.gouv.fr) aux voyageurs pour Maurice
- Conseils (international.gc.ca) aux voyageurs pour Maurice

## Patrimoine

### Musées et autres institutions
- Liste de musées à Maurice

### Liste du Patrimoine mondial
Le programme Patrimoine mondial (UNESCO, 1971) a inscrit dans sa liste du Patrimoine mondial (au 12/01/2016) : Liste du patrimoine mondial à Maurice.

### Liste représentative du patrimoine culturel immatériel de l’humanité
Le programme Patrimoine culturel immatériel (UNESCO, 2003) a inscrit dans sa liste représentative du patrimoine culturel immatériel de l’humanité :
- 2014 : le séga mauricien traditionnel[31],
- 2016 : le geetgawai, chants populaires en bhojpuri à Maurice[32],
- 2017 : le séga tambour de Rodrigues[33].

### Registre international Mémoire du monde
Le programme Mémoire du monde (UNESCO, 1992) a inscrit dans son registre international Mémoire du monde (au 15/01/2016) :
- 1997 : Archives de l'occupation française de Maurice[34].

### Discographie
- Île Maurice : hommage à Ti Frère, Radio France, Paris ; Harmonia Mundi, Arles, 1991
- Île(fr) Île Maurice : Séga ravanne, Ocora, Radio France, Paris ; Harmonia Mundi, Arles, 1999 (enreg. 1998)
- Les littératures des îles de l'océan Indien par Jean-Louis Joubert, (enregistrement lors de la rencontre Couleur saphir, no 91, du 27 février 2004), ARCC, Paris, 51 min

### Filmographie
- L'Île Maurice et ses jeux : 2e jeux des îles de l'Océan indien, Association réunionnaise de réalisations audio visuelles, Saint-Gilles-les-Bains (La Réunion), 1985, 42 min (VHS)
- Dialogue et culture : Île Maurice, Rectorat de la Réunion, ARRAV, Saint-Gilles-les-Bains (La Réunion), 1987, 17 min (VHS)
- Île Maurice, île métisse, film documentaire de Marc Mopty, L'Harmattan vidéo, Paris ; Zarafa films, Pantin, 2006, 52 min (DVD)